# Bracon necator
Bracon necator är en stekelart som först beskrevs av Fabricius 1777.  Bracon necator ingår i släktet Bracon och familjen bracksteklar. Inga underarter finns listade.